# 미즈사와에사시역
미즈사와에사시역(일본어: 水沢江刺駅)은 일본 이와테현 오슈시에 위치한 동일본 여객철도 도호쿠 신칸센의 철도역이다.

## 타는 곳
| 1 | ■ 도호쿠 신칸센 | 모리오카·신아오모리·아키타 방면    |
| 2 | ■ 도호쿠 신칸센 | 센다이·우쓰노미야·오미야·도쿄 방면 |

## 역세권 정보
- 미즈사와 경마장
- 기타카미강
- 국도 제397호선
- 국도 제456호선
- 이와테 현도 제14호선

## 역사
- 1985년 3월 14일: 영업 개시.

## 인접역
| ■ 도호쿠 신칸센      | ■ 도호쿠 신칸센               | ■ 도호쿠 신칸센          |
| -------------------- | ----------------------------- | ------------------------ |
| 이치노세키 도쿄 방면 | □ 신칸센 "하야테", "야마비코" | 기타카미 신아오모리 방면 |